# Juma al-Jabri
Juma Mubarak al-Jabri (arabisch جمعة مبارك الجابري; * 9. Mai 1985) ist ein ehemaliger omanischer Leichtathlet, der sich auf den Sprint spezialisiert hat.

## Sportliche Laufbahn
Erste internationale Erfahrungen sammelte Juma al-Jabri vermutlich im Jahr 2002, als er bei den Juniorenweltmeisterschaften in Kingston mit 10,98 s in der ersten Runde im 100-Meter-Lauf ausschied. Im Oktober nahm er an den Asienspielen in Busan teil und schied dort mit 11,37 s im Vorlauf aus und kurz darauf kam er bei den Juniorenasienmeisterschaften in Bangkok mit 21,62 s nicht über die Vorrunde im 200-Meter-Lauf hinaus, belegte aber mit der der omanischen 4-mal-100-Meter-Staffel in 41,16 s den vierten Platz. Im Jahr darauf belegte er bei den Arabischen Meisterschaften in Amman in 10,61 s den achten Platz über 100 Meter und gewann mit der Staffel in 40,42 s die Bronzemedaille hinter den Teams aus Saudi-Arabien und Katar. Kurz zuvor schied er bei den Weltmeisterschaften in Paris mit der Staffel mit 40,65 s in der Vorrunde aus. Daraufhin schied er bei den Asienmeisterschaften in Manila mit 10,86 s im Halbfinale über 100 Meter aus und kam im 200-Meter-Lauf mit 21,95 s nicht über die erste Runde hinaus. 2004 belegte er bei den Juniorenasienmeisterschaften in Ipoh in 21,37 s den fünften Platz über 200 Meter und schied über 100 Meter mit 10,89 s im Halbfinale aus. Zudem belegte er im Staffelbewerb in 40,79 s den vierten Platz. Anschließend schied er bei den Juniorenweltmeisterschaften in Grosseto mit 21,70 s im Vorlauf über 200 Meter aus und verpasste mit der Staffel mit 41,57 s den Finaleinzug. Im September belegte er bei den Arabischen Juniorenmeisterschaften in Damaskus in 10,68 s den vierten Platz über 100 Meter und gelangte mit 21,65 s auf Rang fünf im 200-Meter-Lauf und siegte zudem in 40,34 s mit der Staffel. Daraufhin klassierte er sich bei den Panarabischen Spielen in Algier mit 21,68 s auf dem sechsten Platz über 200 Meter und schied mit 10,96 s in der Vorrunde im 100-Meter-Lauf aus. Zudem gewann er im Staffelbewerb in 40,52 s die Silbermedaille hinter dem Team aus Saudi-Arabien. Im Jahr darauf belegte er bei den Islamic Solidarity Games in Mekka in 10,44 s den vierten Platz über 100 Meter und verpasste mit 22,01 s den Finaleinzug über 200 Meter. Zudem gewann er mit der Staffel in 40,13 s die Silbermedaille hinter Saudi-Arabien. Im September schied er bei den Asienmeisterschaften in Incheon mit 10,66 s im Semifinale über 100 Meter aus und belegte mit der Staffel in 40,46 s den siebten Platz. Kurz darauf gelangte er bei den Arabischen Meisterschaften in Radès mit 10,66 s auf Rang fünf über 100 Meter und gewann im Staffelbewerb in 40,60 s die Bronzemedaille hinter Saudi-Arabien und Katar. Im November sicherte er sich bei den Hallenasienspielen in Bangkok in 6,87 s die Bronzemedaille im 60-Meter-Lauf hinter Tang Yik Chun aus Hongkong und dem Thailänder Wachara Sondee. Im Dezember belegte er bei den Westasienspielen in Doha in 10,80 s den sechsten Platz über 100 Meter und gelangte über 200 Meter mit 21,63 s auf Rang vier. Zudem gewann er mit der Staffel in 40,73 s die Silbermedaille hinter dem Team aus Kuwait.
2006 nahm er erneut an den Asienspielen in Doha teil und schied dort mit 10,81 s in der Vorrunde über 100 Meter aus. Zudem belegte er mit der 4-mal-100-Meter-Staffel in 40,38 s den siebten Platz. 2007 verpasste er bei den Panarabischen Spielen in Kairo mit 21,77 s den Finaleinzug über 200 Meter und sicherte sich mit der Staffel in 40,12 s die Silbermedaille hinter dem Team aus Saudi-Arabien. 2009 gewann er bei den Arabischen Meisterschaften in Damaskus in 40,37 s die Bronzemedaille hinter Saudi-Arabien und den Vereinigten Arabischen Emiraten und anschließend belegte er bei den Asienmeisterschaften in Guangzhou in 40,37 s den achten Platz. Daraufhin beendete er seine aktive sportliche Karriere im Alter von 24 Jahren.

## Persönliche Bestzeiten
- 100 Meter: 10,34 s (+0,3 m/s), 12. April 2005 in Mekka
  - 60 Meter (Halle): 6,84 s, 13. November 2005 in Bangkok
- 200 Meter: 21,34 s, 29. April 2005 in Manama